# Hamilton Othanel Smith

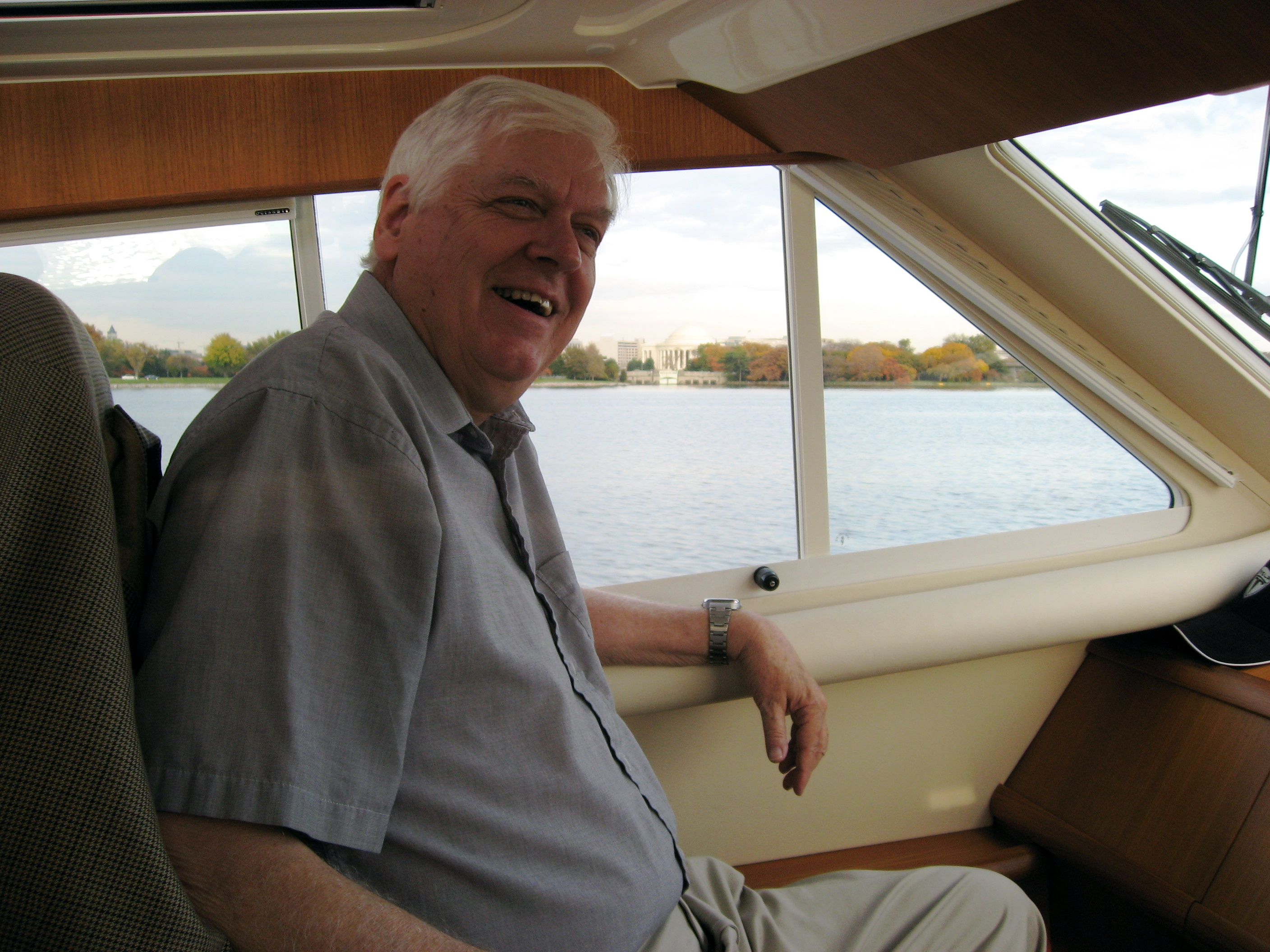
Hamilton Othanel Smith (2006)

Hamilton Othanel Smith (* 23. August 1931 in New York City) ist ein US-amerikanischer Biochemiker, Molekulargenetiker und Nobelpreisträger für Medizin.

## Leben
Hamilton Othanel Smith wurde als Sohn einer Lehrerin und eines Hochschulprofessors in New York geboren, wo sein Vater zu diesem Zeitpunkt als Assistenzprofessor an der Columbia University arbeitete. Im Laufe der nächsten Jahre pendelte die Familie im Zuge der akademischen Ausbildung seines Vaters zwischen New York und der University of Florida in Gainesville. 1937 zog die Familie dann nach Champaign-Urbana, Illinois, wo sein Vater an der University of Illinois arbeitete.
Hamilton O. Smith begann ein Mathematik-Studium an der University of Illinois at Urbana-Champaign, wechselte dann 1950 zur University of California, Berkeley und besuchte dort erstmals Kurse in den Bereichen, die ihn mehr interessierten als Mathematik: Physiologie von Zellen, Biochemie und Biologie. Er beendete sein Mathestudium 1952 mit einem Bachelor und wechselte zur Johns Hopkins University (Baltimore) und begann ein Medizinstudium. 1956 machte er dort seinen Doktor und ging danach als „Arzt im Praktikum“ in das Barnes Hospital in St. Louis.
1957 wurde er im Zuge des Doctor's Draft-Programms während des Koreakrieges einberufen und diente für zwei Jahre in der Navy in San Diego. Dort beschäftigte er sich erstmals intensiver mit Büchern über Genetik. 1959 zog er nach Ende seines Dienstes nach Detroit ans Henry Ford Hospital für seine ärztliche Weiterbildung.
1962 ging er als Postdoktorand an die University of Michigan und forschte dort in der Abteilung für Humangenetik. Sein Schwerpunkt waren Salmonellen-Bakteriophagen.
1967 kehrte er als Assistenzprofessor für Mikrobiologie an die Johns-Hopkins-Universität zurück. Seine Studienschwerpunkte waren: Beschränkungs- und Modifikationsenzyme, die Enzymologie der genetischen Rekombination, bakterielle Transformation (Genetik) und die Genregulation bei Prokaryoten und Eukaryoten.
1968 entdeckte er zusammen mit Kent W. Wilcox das erste Typ II-Restriktionsenzym, jetzt bekannt als HindII. 1975 erhielt er ein Guggenheim-Stipendium, das er an der Universität Zürich verbrachte. Dort forschte er zusammen mit Max Birnstiel an Histonen.
1978 erhielt er zusammen mit Werner Arber und Daniel Nathans den Nobelpreis für Physiologie oder Medizin „für ihre Entdeckung der Restriktionsenzyme und der Anwendung dieser Enzyme in der Molekulargenetik“. 1980 wurde er in die American Academy of Arts and Sciences und die National Academy of Sciences aufgenommen. Die University of Florida verlieh ihm 2008 die Ehrendoktorwürde.
Er forscht heute am von Craig Venter gegründeten J. Craig Venter Institute in La Jolla.